# Tekken Hybrid
Tekken Hybrid is een computerspelbundel in Namco's Tekken-serie. Het spel werd in november 2011 exclusief uitgebracht voor de PlayStation 3. De bundel bevat de games Tekken Tag Tournament HD, Tekken Tag Tournament 2 Prologue en de film Tekken Blood Vengeance.

## Tekken Tag Tournament HD
Tekken Tag Tournament HD is een remake van Tekken Tag Tournament uit 1999. De graphics zijn verbeterd tot High-Definition graphics en diverse onderdelen zijn opnieuw geprogrammeerd. Daarnaast draait de game op 60Hz in tegenstelling tot de langzamere Europese uitgave van de PlayStation 2 versie welke op 50Hz draaide. De game heeft verder 48 Trophies gekregen.

## Tekken Tag Tournament 2 Prologue
Tekken Tag Tournament 2 Prologue is een vroegere versie van Tekken Tag Tournament 2, welke pas een jaar na de release van Tekken Hybrid zal verschijnen. Als vroege versie is de game niet bijzonder gevuld met 4 speelbare personages en 4 speelbare omgevingen. Naast Arcade bevat Tekken Tag Tournament 2 Prologue ook over een Model Viewer, waarbij de 4 personages vanuit allerlei hoeken bekeken kunnen worden. De game beschikt verder over een 3D mode en over 12 Trophies.